# Grasmoor
Grasmoor är ett berg i Storbritannien.   Det ligger i grevskapet Cumbria och riksdelen England, i den centrala delen av landet, 400 km nordväst om huvudstaden London. Toppen på Grasmoor är 852 meter över havet, eller 569 meter över den omgivande terrängen. Bredden vid basen är 7,7 km. Grasmoor ingår i Cumbrian Mountains.
Terrängen runt Grasmoor är huvudsakligen kuperad.Runt Grasmoor är det ganska tätbefolkat, med 70 invånare per kvadratkilometer. Närmaste större samhälle är Whitehaven, 20,0 km väster om Grasmoor. I omgivningarna runt Grasmoor växer i huvudsak blandskog.